# Novomîkolaiivka, Krasnoperekopsk
Novomîkolaiivka (în ucraineană Новомиколаївка) este un sat în comuna Orlivske din raionul Krasnoperekopsk, Republica Autonomă Crimeea, Ucraina.

## Demografie
Componența lingvistică a localității Novomîkolaiivka
     Rusă (44,8%)
     Tătară crimeeană (31,22%)
     Ucraineană (23,63%)
     Alte limbi (0,18%)
Conform recensământului din 2001, nu exista o limbă vorbită de majoritatea populației, aceasta fiind compusă din vorbitori de rusă (44,8%), tătară crimeeană (31,22%) și ucraineană (23,63%).